# Dziedzictwo archeologiczne
Dziedzictwo archeologiczne – według "Międzynarodowej Karty Ochrony i Zarządzania Dziedzictwem Archeologicznym" (1990) jest częścią dziedzictwa materialnego, w stosunku do której podstawowej informacji dostarczają metody archeologiczne. Obejmuje ono wszelkie ślady ludzkiej egzystencji i składa się z miejsc związanych z wszystkimi świadectwami działalności ludzkiej, opuszczonych budowli i wszelkiego rodzaju pozostałości (włączając w to obiekty podziemne i podwodne), wraz z wszelkim ruchomym materiałem kulturowym z nimi związanym.
Najważniejsze cechy dziedzictwa archeologicznego, to:
- dziedzictwo archeologiczne jest materialne (chociaż niejednokrotnie pozwala wnioskować również o niematerialnej sferze kultury),
- jest śladem egzystencji i twórczej lub destrukcyjnej działalności człowieka,
- jest trwale wyłączone z funkcjonowania w istniejącym systemie społeczno-kulturowym,
- w wyniku procesów depozycyjnych i podepozycyjnych znajduje się ono często pod powierzchnią ziemi lub wody,
- obejmuje zarówno miejsca i obiekty nieruchome, jak ruchome przedmioty.

Dziedzictwo archeologiczne ma następujące wartości:
- informacyjną (naukową i dydaktyczną)
- emocjonalno-symboliczną (odwołuje się bowiem do dziejów narodu czy grupy etnicznej)
- estetyczną
- ekonomiczną (ponieważ może być podstawą rozwoju turystyki i tworzenia nowych miejsc pracy)

Zasób dziedzictwa archeologicznego jest:
- nieodnawialny
- narażony na zniszczenie w wyniku działalności sił przyrody i człowieka
- własnością publiczną.

W związku z tym dziedzictwo archeologiczne w większości krajów świata podlega ochrona zabytków ochronie prawnej. W Polsce podstawą ochrony jest ustawa o ochronie zabytków i opiece nad zabytkami z 2003 roku (Dz.U. z 2022 r. poz. 840).